# Vaiana
Vaiana (kendt som Moana i USA) er en amerikansk computeranimeret film fra 2016, som er produceret af Walt Disney Animation Studios og udgivet af Walt Disney Pictures. Filmen er den 55. film fra Disneys klassikere.

## Handling
Teenagepigen Vaiana fra stillehavsøen trodser sin fars strenge ordre om ikke at sejle uden for øens lagune. Hun drager ud på det voldsomme hav for at finde halvguden Maui og tvinge ham til at gøre en gammel skade god igen, så frugtbarheden kan vende tilbage til hendes stammes hjem.

## Stemmer
| Rolle          | Engelske stemmer                                    | Danske stemmer                                                            |
| -------------- | --------------------------------------------------- | ------------------------------------------------------------------------- |
| Vaiana         | Louise Bush (barn) Auli'i Cravalho (voksen)         | Aya Ingrid Alber (barn) Liva Guldberg Schrøder (ung) Clara Rugaard-Larsen |
| Maui           | Dwayne Johnson / The Rock                           | Kasper Leisner                                                            |
| Bedstemor Tala | Rachel House                                        | Grethe Mogensen                                                           |
| Høvding Tui    | Temuera Morrison (tale) Christopher Jackson (sange) | Stig Rossen                                                               |
| Sina           | Nicole Scherzinger                                  | Kaya Brüel                                                                |
| Tamatoa        | Jemaine Clement                                     | Tom Jensen                                                                |
| Heihei         | Alan Tudyk                                          | Alan Tudyk                                                                |
| Lasalo         |                                                     | Sigurd le Dous                                                            |

- Andre er: Jakob Sveistrup, Arvid Nielsen, Britt Hein Jespersen, Trine Dansgaard, Christina Boelskifte, Mette Dahl Trudslev, Mads Enggaard, Claus Storgaard, Mads Lumholt, Brian Grønbæk Jensen, Liva Guldberg Schrøder, Frederik Riebeling, Samson Rich Zahle, Vitus Magnussen og Mikkel Vadsholt